# Hotel International Prague
El Hotel International Prague es un hotel de cuatro estrellas ubicado en el barrio Dejvice de Praga, en la República Checa. Fue terminado en 1956 en el estilo del realismo socialista y es un monumento cultural checo. El hotel ha conservado gran parte de su arte interior original, tiene 278 habitaciones y fue diseñado originalmente como un hotel militar antes de su uso público como un hotel de lujo. Anteriormente ha operado bajo los nombres de Hotel Družba, Hotel Čedok, Hotel Holiday Inn y Hotel Crowne Plaza.

## Historia
El hotel está ubicado en el barrio Dejvice del distrito municipal de Praga 6 y fue reconocido en la lista de monumentos culturales checos el 4 de julio de 2000. La construcción del hotel se llevó a cabo entre 1952 y 1956, y la decoración de los interiores terminó en 1957. El hotel fue idea de Alexej Čepička, el ministro de Defensa de Checoslovaquia, quien visualizó que la creación de un monumento a la recién formada Cuarta República Checoslovaca reforzaría los lazos con la Unión Soviética.
Los planos originales se encargaron al colegio de arquitectos del Instituto de Proyectos Militares en 1951 y llamaron al sitio Hotel Družba, la palabra en ruso para amistad. El diseño original iba a servir como alojamiento militar en una planta rectangular con la intención de albergar a oficiales foráneos. Este borrador nunca fue enviado a los archivos públicos, sino que se mantuvo en secreto. El sitio de construcción final para el nuevo hotel se eligió en 1951, y el arquitecto František Jeřábek trabajó con el ejército en un nuevo conjunto de planos, que eran más complejos e incluían un hotel de lujo. Los planos se modificaron ya avanzada la construcción para agregar dos escalones adicionales a escalera central que ya estaba terminada, con esto quedaban cuarenta y cuatro escalones: uno por cada general checoslovaco en ese momento.
Cuando se terminó en 1957, el hotel era el de mayor capacidad en Checoslovaquia. El Hotel Družba se abrió al público y su nombre se cambió a Hotel Čedok en 1957, compartiendo el nombre de la agencia estatal de viajes para el turismo en Checoslovaquia. Posteriormente, en 1957, se realizó un concurso público para cambiar el nombre del edificio y se eligió Hotel International. Otros nombres sugeridos incluyeron Podbaba, Juliska, Máj, Mír, Slovan, Experiment, Eldorádo, Stůlka prostři se y Den a noc.
Después de la caída del régimen comunista durante la Revolución de Terciopelo en 1989, el hotel pasó a formar parte de la cadena Holiday Inn. La estrella roja que adornaba la parte superior de la aguja del edificio se cambió a verde, el color del logotipo de Holiday Inn. Posteriormente, la estrella se cambió a un color dorado en 2007 y, después, el hotel pasó a formar parte de la cadena Crowne Plaza. El hotel volvió a utilizar el nombre de Hotel International el 1 de julio de 2014, cuando fue vendido por InterContinental Hotels Group y adquirido por Gerstner Imperial Hotels and Residences of Austria. Forma parte de Mozart Hotel Group desde 2015.

## Diseño

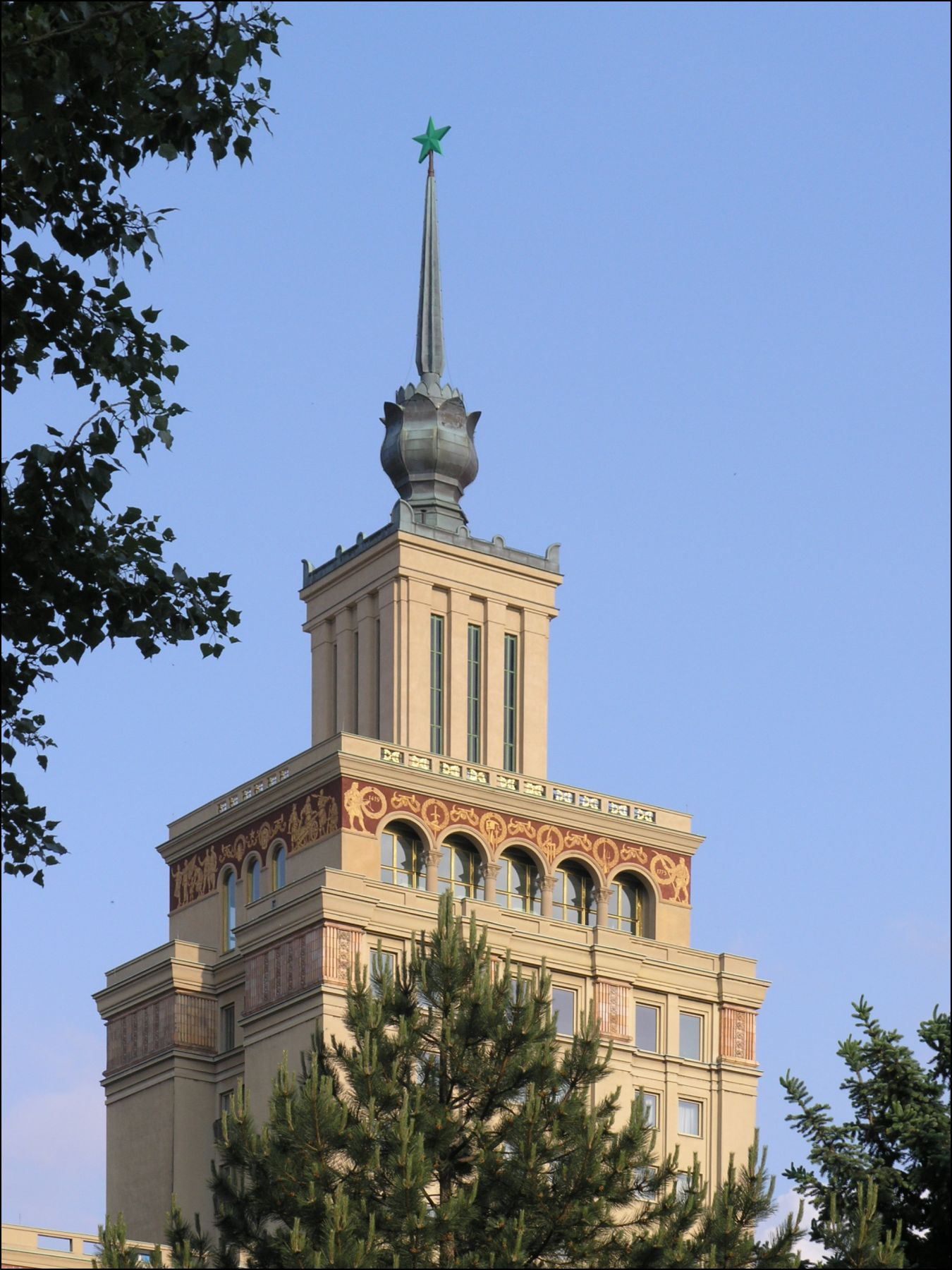
Vista en primer plano de la parte superior del hotel y la estrella verde del Holiday Inn en lo alto de la aguja.

El hotel fue construido en el estilo del realismo socialista. Es el edificio de arquitectura estalinista más grande de Praga, con 88 metros de altura, y se inspiró en las Siete Hermanas de Moscú. El hotel está dividido en dos alas simétricas, con una gran torre central, y el antiguo gimnasio de oficiales se convirtió en un salón de convenciones con bar. El vestíbulo y la escalera principal incluyen un techo de estuco pintado, columnas de mármol y obras de arte en sus paredes para crear una atmósfera palaciega. Se han conservado el vestíbulo original, la zona de recepción y la escalera principal. El hotel aún conserva algunos de sus muebles originales mezclados con algunos modernos. La estrella de cinco puntas en lo alto del hotel tiene la capacidad de bajarse para la limpieza y mantenimiento regular que se realiza por las noches.
En 2006, el Museo de Artes Decorativas de Praga adquirió la propiedad de František Trmač, asistente del arquitecto Jeřábek. La compra incluía muestras y  diseños originales de tapices y alfombras, pinturas murales, diseños de estuco para paredes y techos, diseños de ventanas y paneles de pared, sillones y lámparas. También incluía fotografías históricas de la fase de construcción del hotel y dibujos de los alrededores. Trmač también había diseñado gran parte del mobiliario original.

## Arte interior
La decoración interior del hotel estuvo a cargo de los artistas locales Max Švabinský y Cyril Bouda. El hotel cuenta con accesorios de hierro forjado, incluida una barandilla de escalera hecha por Jan Nušl, un herrero checo. El edificio tiene paneles de vidrio que incluyen motivos nacionales checos de los artistas Jaroslav Brychta y Vilém Dostrasil. Los candelabros y las lámparas de pared se fabricaron en las vidrieras de las ciudades de Kamenický Šenov y Valašské Meziříčí. Algunas paredes del hotel están pintadas con motivos naturales de los artistas Josef Novák y Stanislav Ullman. El hotel también cuenta con varios tapices Gobelinos de Moravská gobelínová manufaktura, que incluyen temas nacionales y folclóricos checos. El tapiz más grande llamado Praga Regina Musicae se encuentra en el vestíbulo de entrada y presenta una vista de Praga con el antiguo monumento a Stalin en el Parque Letná. En el piso superior de la torre hay una escalera de caracol con un mosaico colorido que cubre toda la pared.

## Amenidades
El Hotel International tiene una calificación de cuatro estrellas con servicios en cinco idiomas, incluidos checo, inglés, francés, alemán y ruso. El hotel cuenta con un centro de conferencias que incluye 14 salas con una capacidad para 1,200 personas; otras renovaciones en 2016 aumentaron el número de habitaciones a 278. Se encuentra el restaurante The Harvest, el restaurante Racianska Vinarna, una cafetería y un bar en el vestíbulo y un club lounge en los pisos 14 y 15 con vistas al horizonte del centro de Praga.

## Eventos notables
En las décadas de 1950 y 1960, el hotel organizaba regularmente eventos sociales para los vecinos, que se hicieron más populares cuando fueron promovidos por la agencia de viajes Čedok. El hotel llegó a albergar las presentaciones del Circus Humberto y los actos circenses de la familia Berousek. El hotel apareció de manera destacada en la película de comedia musical Big Beat ambientada en 1959, dirigida por Jan Hřebejk. Durante la invasión de Checoslovaquia por el Pacto de Varsovia de 1968, se estaba filmando la película estadounidense The Bridge at Remagen, y el elenco y el equipo fueron reubicados en el hotel antes de que se les permitiera viajar a Austria.